# Suchdol (okres Prostějov)
Obec Suchdol se nachází v okrese Prostějov v Olomouckém kraji, zhruba 18 km severozápadně od Prostějova a 5 km jižně od Konice. Žije zde 584 obyvatel. Součástí obce jsou i vesnice Jednov a Labutice, přičemž obecní úřad obce Suchdol, pošta, kostel i fara se nachází právě v Jednově.

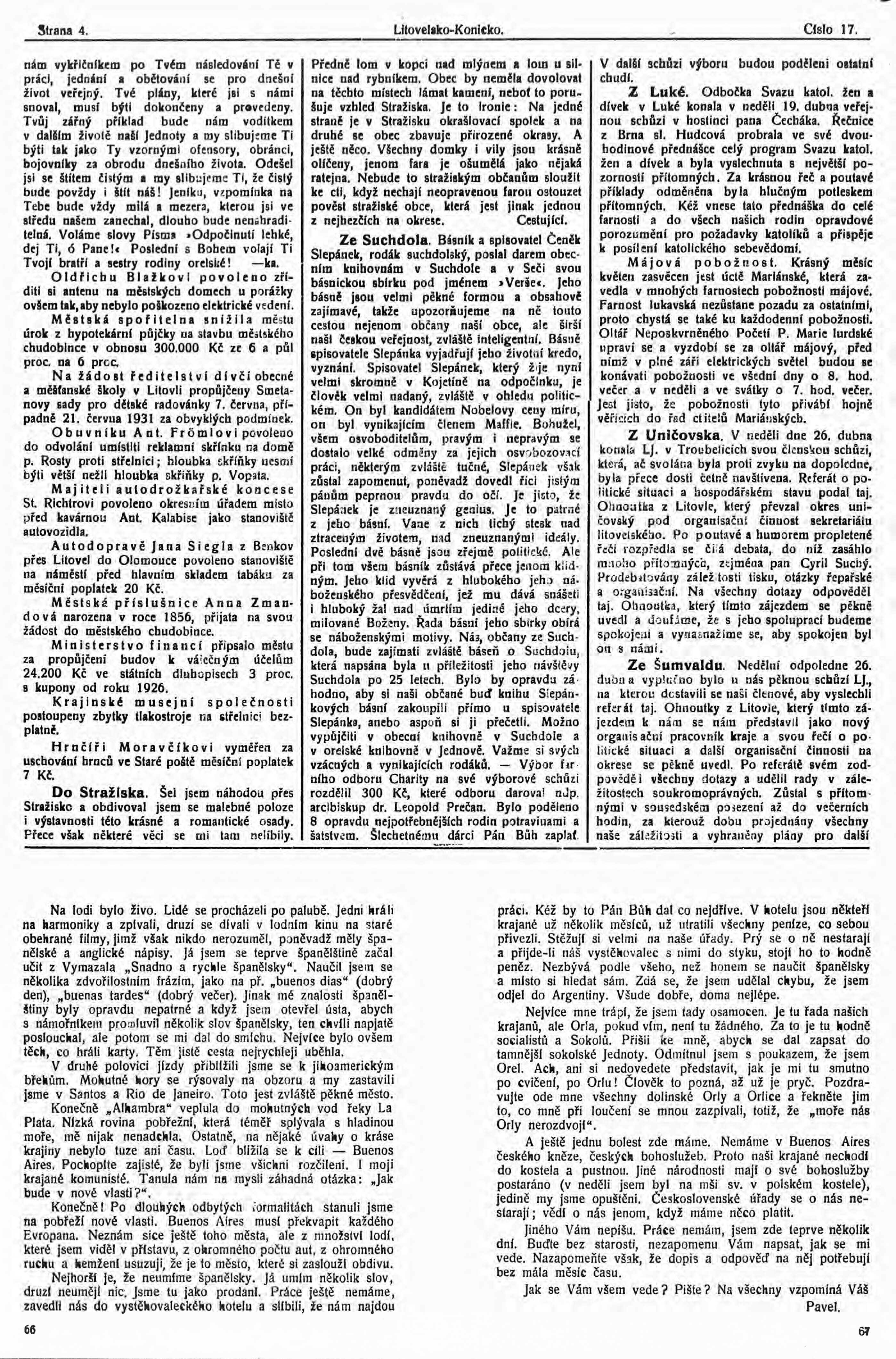
Článek o spisovateli Č. Slepánkovi v dobovém tisku (1931)

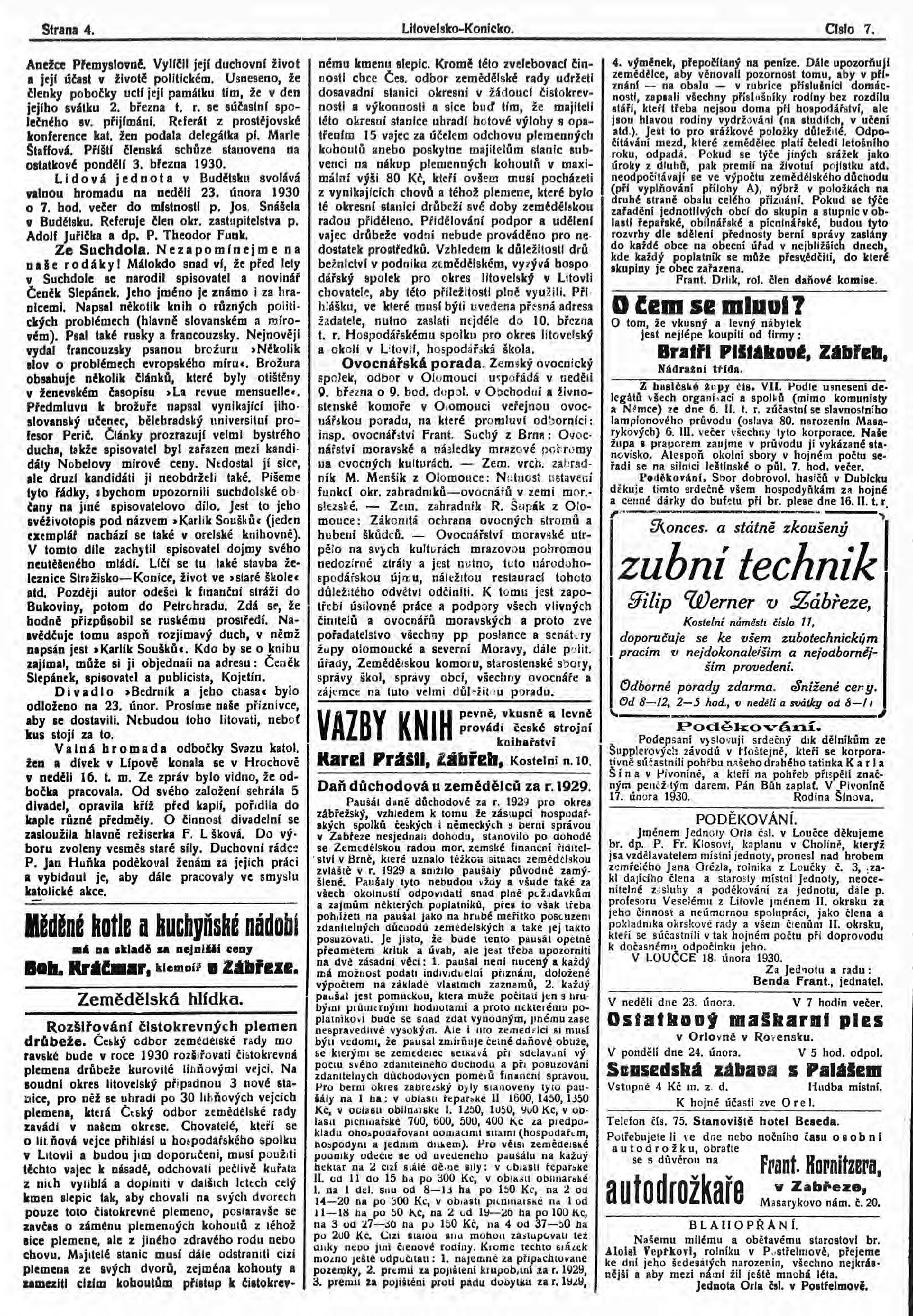
Článek o spisovateli Č. Slepánkovi v dobovém tisku (1930)

## Historie
První písemná zmínka o obci pochází z roku 1379. Dne 20. června 1878 se zde narodil spisovatel a publicista Čeněk Slepánek.

## Obyvatelstvo

### Struktura
Vývoj počtu obyvatel za celou obec i za jeho jednotlivé části uvádí tabulka níže, ve které se zobrazuje i příslušnost jednotlivých částí k obci či následné odtržení.
| Místní části   | Místní části | 1869 | 1880 | 1890 | 1900 | 1910 | 1921 | 1930 | 1950 | 1961 | 1970 | 1980 | 1991 | 2001 | 2011 |
| -------------- | ------------ | ---- | ---- | ---- | ---- | ---- | ---- | ---- | ---- | ---- | ---- | ---- | ---- | ---- | ---- |
| Počet obyvatel | část Suchdol | 1209 | 1270 | 1267 | 1282 | 1303 | 1282 | 1212 | 949  | 1036 | 923  | 797  | 701  | 662  | 604  |
| Počet domů     | část Suchdol | 167  | 174  | 190  | 183  | 188  | 195  | 211  | 242  | 229  | 231  | 217  | 251  | 259  | 250  |

## Rodáci
- Čeněk Slepánek (1878-1944), básník a spisovatel

## Pamětihodnosti
- Kaplička svaté Anny
- Kaplička svatého Jana Nepomuckého

## Fotogalerie

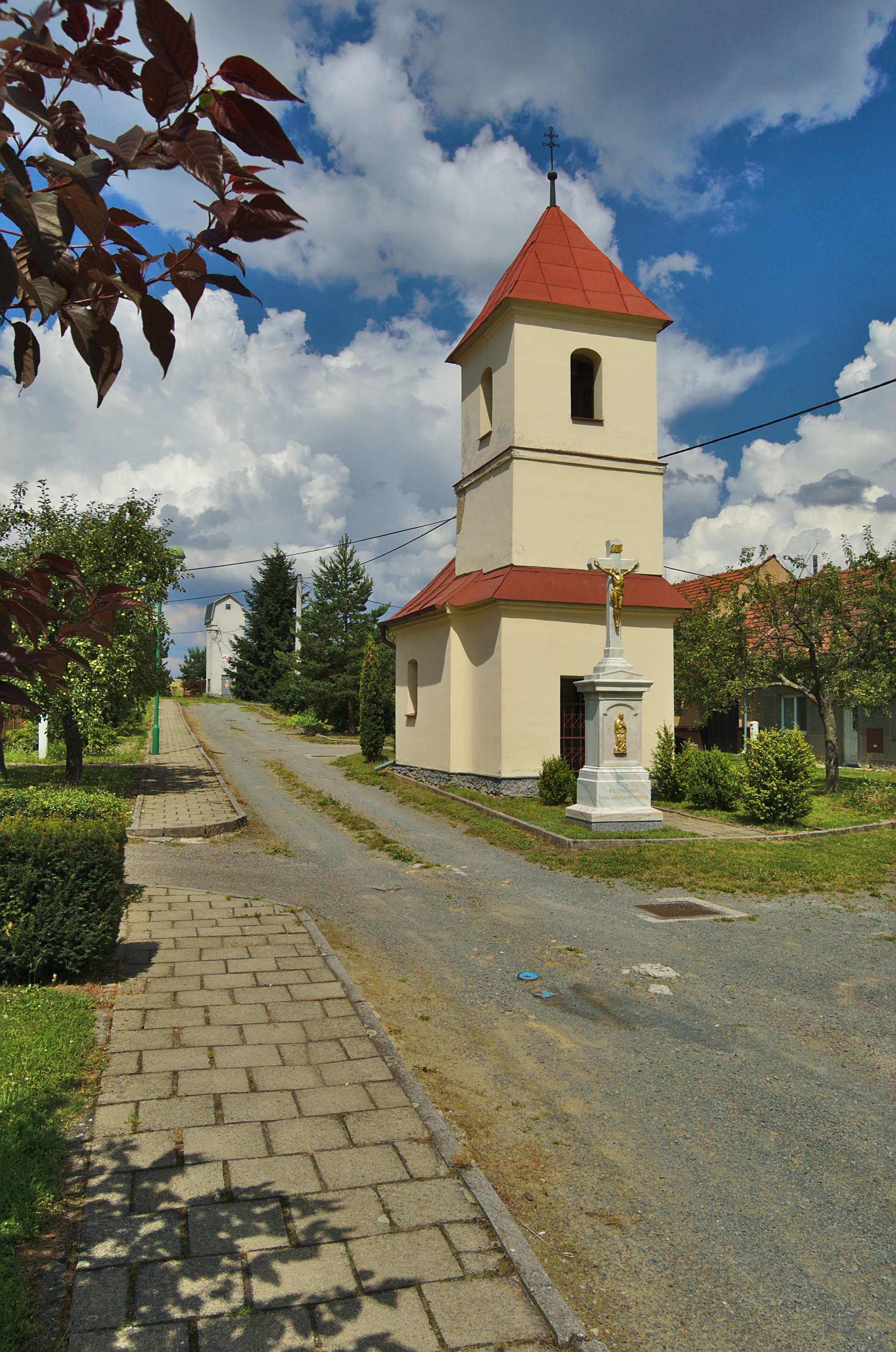
Kaple svatého Jana Nepomuckého v místní části Klárky
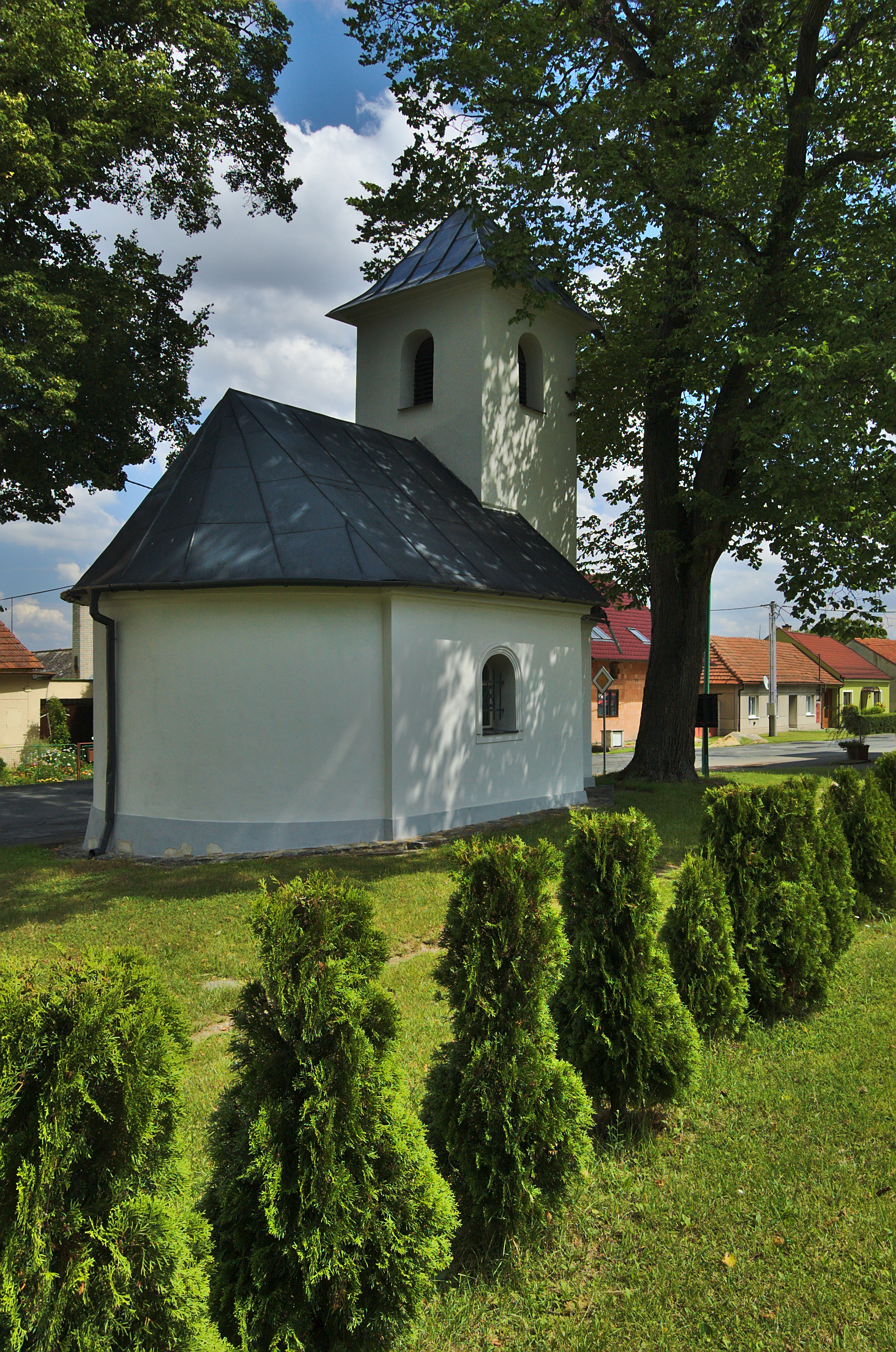
Kaple svaté Anny
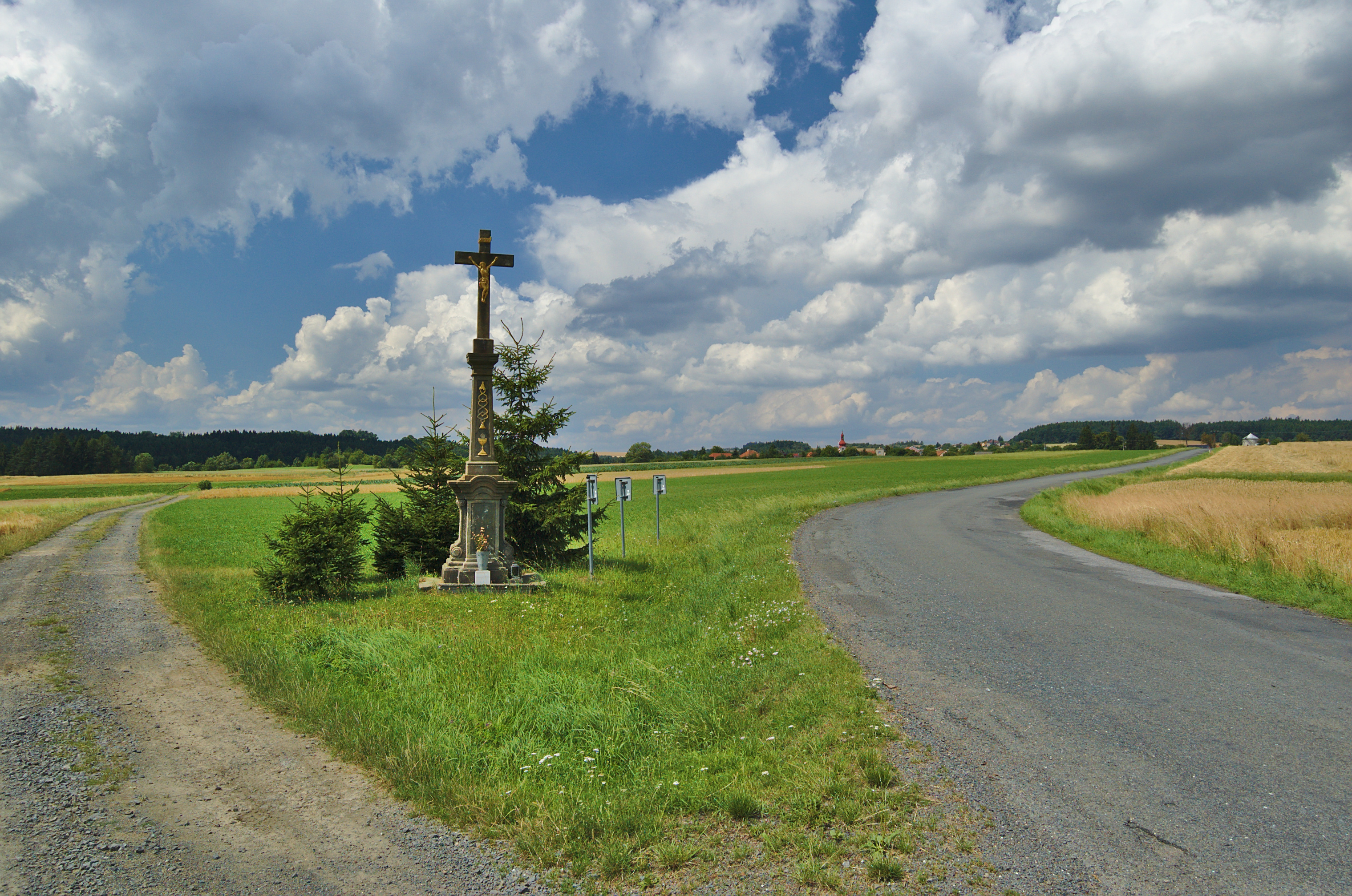
Kříž u silnice na Jednov
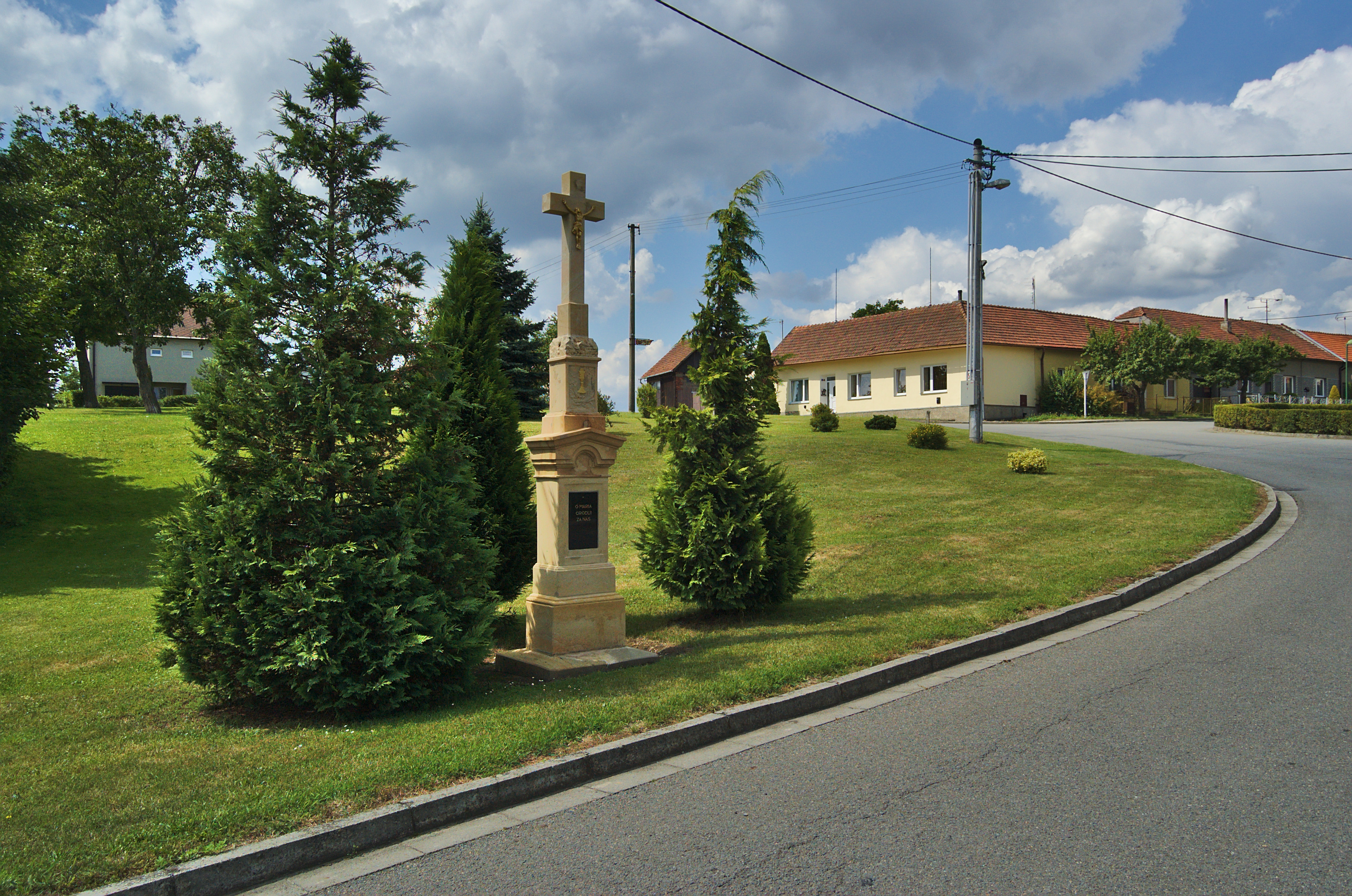
Kříž u silnice v místní části Klárky
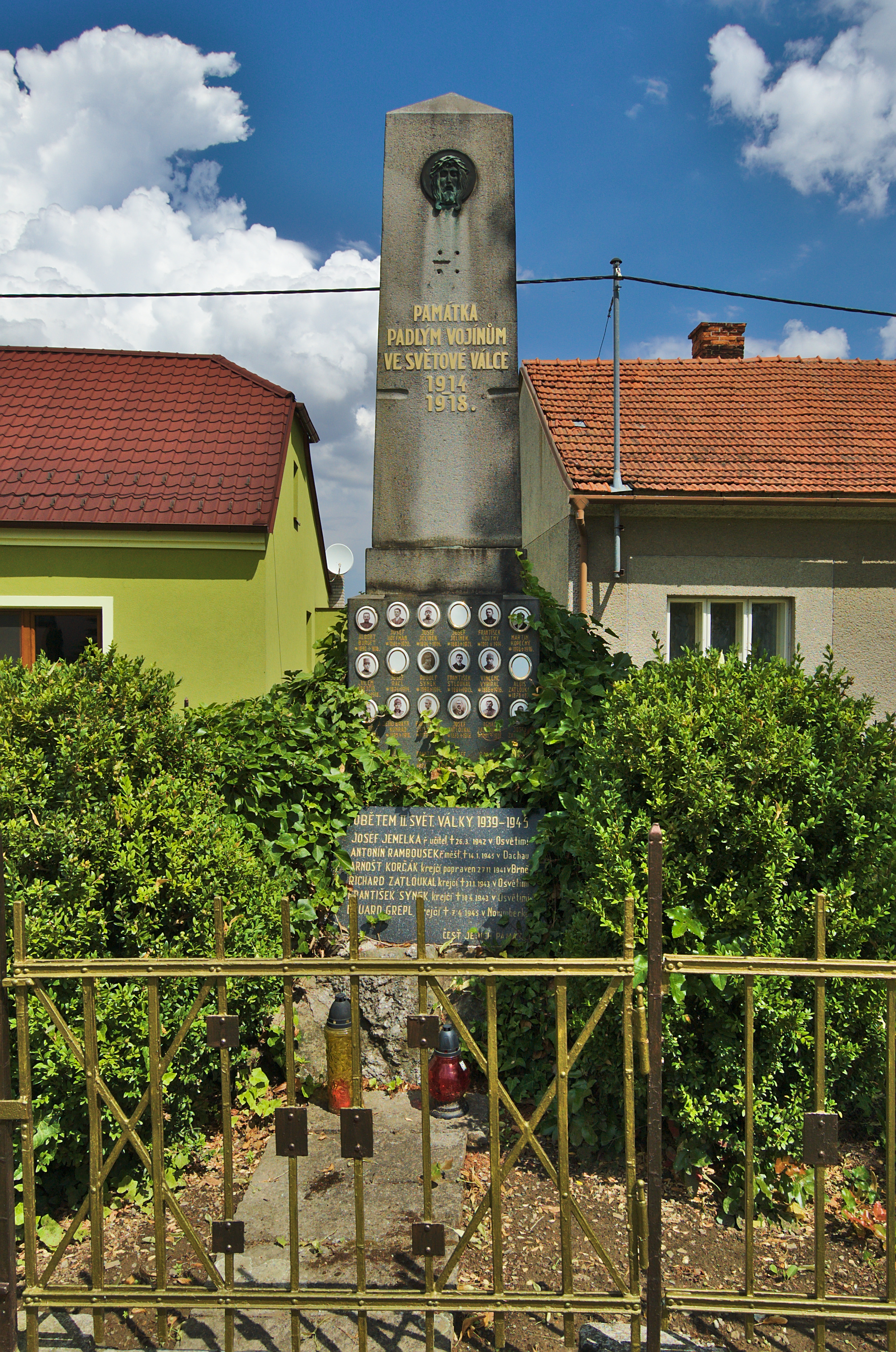
Památník obětem první světové války